# Empire (Apfel)
Empire ist der Name einer Apfelsorte.
Die Sorte entstand 1945 als Kreuzung aus McIntosh mit der Sorte Red Delicious an der Agricultural Experiment Station in Geneva. Ab 1966 wurde die Sorte in den Handel gebracht.
Das Fruchtfleisch dieser Sorte ist grünlichweiß, fest, süß und knackig. Die Schale hat eine hellgrüne Grundfarbe, die Deckfarbe ist ein kräftiges Rot.
Die Sorte gilt als recht robust gegen Feuerbrand und Mehltau, ist aber gering anfällig für Schorf.